# 下维斯特尼采的维纳斯
下维斯特尼采的维纳斯（捷克語：Věstonická Venuše）是一尊裸体女性雕像，烧制于公元前29000年–公元前25000年（旧石器时代晚期格拉维特文化时期）, 出土于捷克布尔诺南部摩拉维亚盆地下维斯特尼采村的旧石器时代遗址。它和附近出土的几件女性雕像是世界上最古老的陶制物品。

## 介绍
该雕像长111毫米，宽43毫米，由粘土在较低的温度下烧制而成。 它和其他维纳斯雕像的形态大同小异：乳房、腹部和臀部皆较大，原因可能是因为这三者象征着善于生育。有着很小的头，身体的剩余部分没有被详细刻画。